# Othmar Michael Friedrich
Othmar Michael Friedrich (* 18. Dezember 1902 in Graz; † 12. Mai 1991) war ein österreichischer Geowissenschaftler und Universitätsprofessor an der Montanuniversität Leoben. Er war NSDAP-Mitglied ab 1932 und damit illegaler Nationalsozialist. Friedrich publizierte bis in die 1970er-Jahre völkische Ansichten.

## Leben
Friedrich besuchte die Staatsrealschule in Graz und studierte an der TH Graz Chemie. Ab 1927 war er, zuerst als wissenschaftliche Hilfskraft, im universitären Bereich tätig. 1929 erfolgte die Dissertation, 1931 wurde er Universitätsassistent und 1933 erhielt er die Lehrbefugnis für „Mineralogie und Lagerstättenlehre mit besonderer Berücksichtigung der Erzmikroskopie“.

## NS-Involvierung
Im Oktober 1932 trat Friedrich über den Steirischen Heimatschutz der NSDAP bei und erhielt die Mitgliedsnummer 1.304.389. Im November 1936 ging Friedrich nach Deutschland, um innerhalb des Vierjahresplanes der Nationalsozialisten an der Lagerstättenforschungsstelle in Leipzig und der Bergwirtschaftsstelle in Freiberg/Sachsen zu arbeiten. Ab Oktober 1937 war Friedrich wieder in Leoben, wo er für die Interessen des Deutschen Reichs weiter arbeitete. NS-Dozentenbundführer Robert Müller zufolge war Friedrich in der „illegalen Bodenforschungsstelle der Montanistischen Hochschule leitend tätig.“ Diese Stelle, so Müller weiter, „arbeitete im direkten Auftrag des Generalfeldmarschall Göring an der Erschließung der Bodenschätze der Ostmark,“ bereits mehr als ein Jahr vor dem Anschluss. Friedrich habe in Müllers Einschätzung „das persönliche Vertrauen“ Görings genossen, der ihn nach dem Anschluss bei seiner Reise durch Österreich als geologischen Berater mitnahm (Dozentenbundführer Robert Müller an den Reichsdozentenbundführer Schultze).

## Nachkriegszeit
Friedrich wurde am Ende der NS-Zeit seiner Ämter enthoben, schaffte es aber, wie andere hoch involvierte Illegale auch, sich mithilfe einzelner Akteneinträge als „einen scharfen Kritiker des NS-Regimes“ zu stilisieren. So verwendete er seine Kritik des Skifahrverbotes während der Kriegszeit als Beleg für seine angebliche Ablehnung der NS-Ideologie. Somit erreichte Friedrich eine Herunterstufung seiner NS-Involvierung, blieb jedoch Minderbelasteter (die geringste von vier Kollaborationsstufen).
1973 wurde er an der Montanuni emeritiert. In den 1970ern und 1980ern verbreitete Friedrich völkische und rechtsextreme Standpunkte, so dass er im Handbuch des Rechtsextremismus des Dokumentationsarchiv des Österreichischen Widerstandes mehrmals erwähnt wurde. Die Haidinger-Medaillie, eine der höchsten Auszeichnungen der Geologie, wurde Friedrich 1979 gegen heftigen Widerstand der Preiskommission verliehen, da, nach Aussage der Kommissionsvorsitzenden, Friedrich eine Junktimierung des Preises mit der Übergabe seiner umfassenden Materialsammlung an die Geologische Bundesanstalt herstellte.

## Auszeichnungen in der 2. Republik
- 1979: Haidinger-Medaillie der Geologischen Bundesanstalt[10]
- 1985: Festgabe zum 85. Geburtstag[11]

## Weiterführende Literatur
- Mertz, Gunnar. 2020. „Das Braun der Erde“. Die Träger der Haidinger-Medaille der Geologischen Bundesanstalt und der Nationalsozialismus. Jahrbuch der Geologischen Bundesanstalt, 160(1-4), 359–408. https://opac.geologie.ac.at/ais312/dokumente/JB1601_359_A_Mertz.pdf
- Danner, Peter. 2015. Görings Geologen in der Ostmark „Bodenforschung“ in Österreich für den Vierjahresplan von 1936 bis 1939 – eine Archivstudie. Berichte der Geologischen Bundesanstalt (ISSN 1017-8880) Band 109. https://opac.geologie.ac.at/ais312/dokumente/BR0109_000.pdf